# Die gemütlichen Sachsen
Die gemütlichen Sachsen waren eine sächsische Volkssängertruppe. Sie hat aus der Zeit um 1910 auf dem Label POLYPHON Aufnahmen hinterlassen. Mehrere Titel stammen von Martin Mühlau. Auffällig ist die Bevorzugung von Militär-Karikaturen. Über die Identität der Gruppe ist nichts bekannt; möglicherweise sind es die Leipziger Krystallpalast-Sänger unter anderem Namen.

## Diskografie
Polyphon
- 12 452 / 23 196 (mx. 8122 a) Der Opernfreund / 23 197 (mx. 8123 a) Knecker von der Schützenkapelle (Vallenda)
- 12 453 Das Kompaniekarnickel / Der Menschenfreund[3]
- 12 454 Der Zukunftssoldat (Vallenda) / Kneckers Liebesgeschichte (Vallenda)
- 12 456 / 23 205 Instruktion (Gregorius) (mx. 8131 a) / 23 204 (mx. 8130 a) Der Stolz der 5. Kompagnie (G. Ernst)
- 12 477 Musikus Spargel (Martin Mühlau) / Gelegenheits-Musiker Krumpel (Vallenda)[4]
- 12 946 Hornist Tute (Martin Mühlau) (mx. 23 040) / Der Postillion von Bärne (Martin Mühlau)(mx. 23 044)
- 12 949 Ä heller Sachse (Rich. Klein) (mx. 23 053) / Ä gemietlicher Sachse (Reinhold Fischer)(mx. 23 052)
- 12 950 / 23 045 (mx. 5057) Der Stabstrompeter der Wach- und Schließgesellschaft / 23 047 (mx. 5059) Eine musikalische Liebesgeschichte (Martin Mühlau)
- 12 957 Dr Tanzbud'n hot a Loch. Erzgebirgisches Lied (H. Mückenberger) / Dr alle [!] Hannelsmah. Erzgebirgisches Lied (A. Günther)[5]

Specialophon
- Specialophon-Record No. 389 - 23 045 - Matrix number 5057  Der Stabstrompeter von der Wach- und Schließgesellschaft (M. Mühlau)[6] Die gemütlichen Sachsen [= Leipziger Krystallpalast-Sänger] Auch auf Polyphon 12 950 (HG 4523)

- Specialophon-Record No. 390 - 23 047 - Matrix number 5059  Eine musikalische Liebesgeschichte (M. Mühlau) Die gemütlichen Sachsen [= Leipziger Krystallpalast-Sänger] Auch auf Polyphon 12 950 - 23 047-O[7] - Matrix number 5059

- Spezial[ophon Record] [No.] 437/8 Weichensteller Bemmchen / ä heller Sachse (Rich. Klein)

Famosa Glockophona
Famosa Glockophona war ein Erzeugnis der Glocke Musikwerke Leipzig, Keilstraße Nr .6  
- Dr Tanzbud'n hot a Loch. Erzgebirgisches Lied (H. Mückenberger) - Die gemütlichen Sachsen [= Leipziger Krystallpalast-Sänger] Polyphon Record 12 957 - 21 481 - Auf Famosa Glockophona No.G 2-2904 (HG 5722) als "Leipziger Krystall-Palast-Sänger" [!]

- Der Postillion von Bärne : Humor. sächs. Dialekt-Vortrag. Die gemütlichen Sachsen. Famosa Glockophona No.G2-2911 (mx. 23 044)

- Ä heller Sachse : Humor. sächs. Dialekt-Vortrag (o. Verf.). Die gemütlichen Sachsen. Famosa Glockophona No.G2-2912 (mx. 23 053)

- Eine fidele Kneipe. Sächsischer Dialekt-Vortrag (o. Verf.). Die gemütlichen Sachsen. Famosa Glockophona No.G 2-3651 - 23 203 - Matrix number  8129 a